# 가사사기촌
가사사기촌(鵲村)은 일본 미에현 이치시군에 설치되었던 촌이다. 현재의 마쓰사카시 북서부, 이세만 연안에 해당한다.